# Principais torneios masculinos do golfe
Os principais torneios masculinos do golfe, geralmente conhecidos como Major Championships, e muitas vezes referidos simplesmente como majors, são os quatro prestigiados torneios anuais de golfe profissional. Na ordem da data dos jogos, são eles:
- Abril – Masters de Golfe (fim de semana do segundo domingo) – disputado no clube de golfe Augusta National, no estado da Geórgia, nos Estados Unidos.
- Junho – U.S. Open (fim de semana do terceiro domingo ou no Dia dos Pais[nota 1]) – organizado pela Associação de Golfe dos Estados Unidos (USGA) e disputado em vários locais dos Estados Unidos.
- Julho – Aberto Britânico de Golfe (fim de semana da terceira sexta-feira) – organizado pelo clube de golfe Royal & Ancient de St. Andrews (R&A) e sempre disputado no campo de links[nota 2] num dos dez locais do Reino Unido.
- Agosto – Campeonato PGA (terceiro fim de semana, antes do fim de semana do Dia do Trabalhador) – organizado pela Associação de Golfistas Profissionais dos Estados Unidos (PGA dos Estados Unidos) e disputado em vários locais deste país.

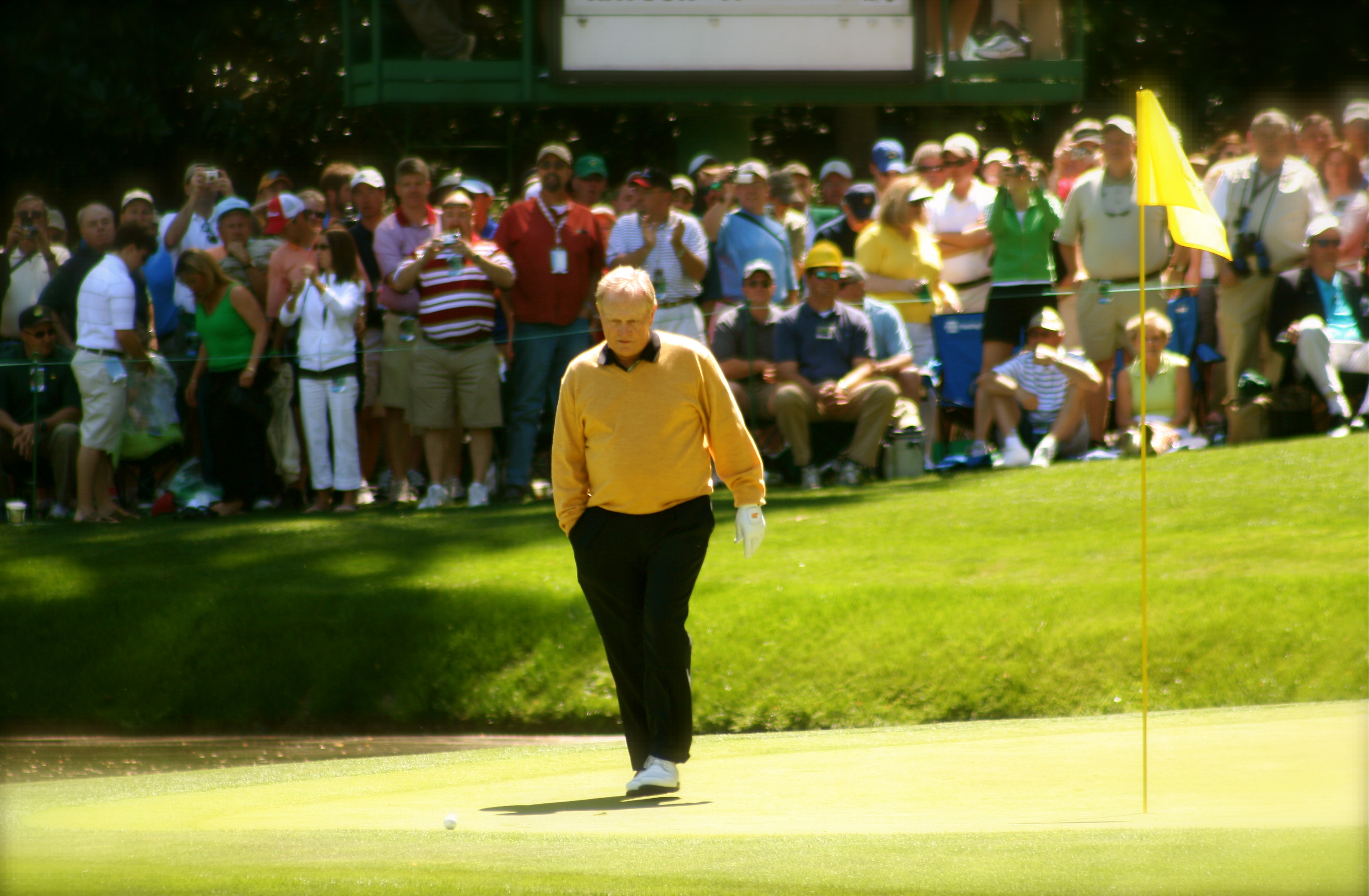
Jack Nicklaus, detentor do recorde de dezoito vitórias nos majors.

## Importância
Ao lado dos torneios bienais por equipes, a Copa Ryder e a Copa dos Presidentes, os majors são os mais prestigiados torneios de golfe do ano. Jogadores de elite do mundo inteiro participam neles, e as reputações dos maiores jogadores da história do golfe são em grande parte baseadas no número e variedade de grandes vitórias conquistadas nos majors. Os prêmios maiores não são, na verdade, os maiores do golfe, sendo superados pelo The Players Championship, o terceiro dos quatro torneios do World Golf Championships (o HSBC Champions, promovido ao estatuto de WGC em 2009, dar o maior prêmio comparável ao dos majors), e alguns outros eventos convidativos. No entanto, vencer um major impulsiona a carreira do jogador mais do que vencer qualquer outro torneio. Se já for jogador de golfe de ponta no mercado, receberá provavelmente grandes bônus de seu patrocinadores e poderá ser capaz de negociar melhores contratos. Se o jogador não for notório imediatamento alcançará fama mundial. Talvez o mais importante de vencer um major é a possibilidade de obter uma isenção da necessidade de se requalificar anualmente para jogar nos circuitos dos próximos anos. Atualmente, o Circuito PGA concede isenção a todos os grandes vencedores por cinco anos, e o Circuito Europeu da PGA por sete anos.
Três dos quatro majors ocorreram nos Estados Unidos. No clube de golfe Augusta National acontece, todos os anos, o Masters de Golfe, enquanto os outros três alternam entre campos (o Aberto Britânico, no entanto, sempre se realiza no campo de links). Cada um dos majors tem uma história distinta e são organizados pelos quatro diferentes organizadores de golfe, no entanto, seu estatuto especial é reconhecido mundialmente.
Vencedores do torneio major recebem a máxima atribuição possível de 100 pontos do ranking mundial de golfe oficial, o qual é sancionado por todos os principais circuitos, e o prêmio em dinheiro do torneio major é oficial nos três mais ricos circuitos regulares de golfe (ou seja, abaixo de 50), o Circuito PGA, o Circuito Europeu da PGA e o Circuito Japonês de Golfe.
Embora os majors sejam considerados prestigiosos devido às suas histórias e tradições, ainda existem outros torneios não "major" que destacam os principais jogadores competindo por bolsas de premiação que cumprem ou excedem as bolsas dos quatro majors tradicionais, como o World Golf Championships, o Campeonato Mundial de Dubai e o Players Championship, do Circuito PGA. Visto que The Players tem o maior fundo de premiação que qualquer outro torneio de golfe e é promovido como campeonato carro-chefe do circuito, é, com frequência, considerado o não oficial "quinto major" pelos jogadores e pelos críticos. Após o anúncio de que o Evian Masters seria reconhecido como quinto major feminino pelo Circuito LPGA, os jogadores criaram objeções ao conceito de ter o quinto major masculino, devido às tradições de longa data que os quatro existentes criaram.

## Histórico

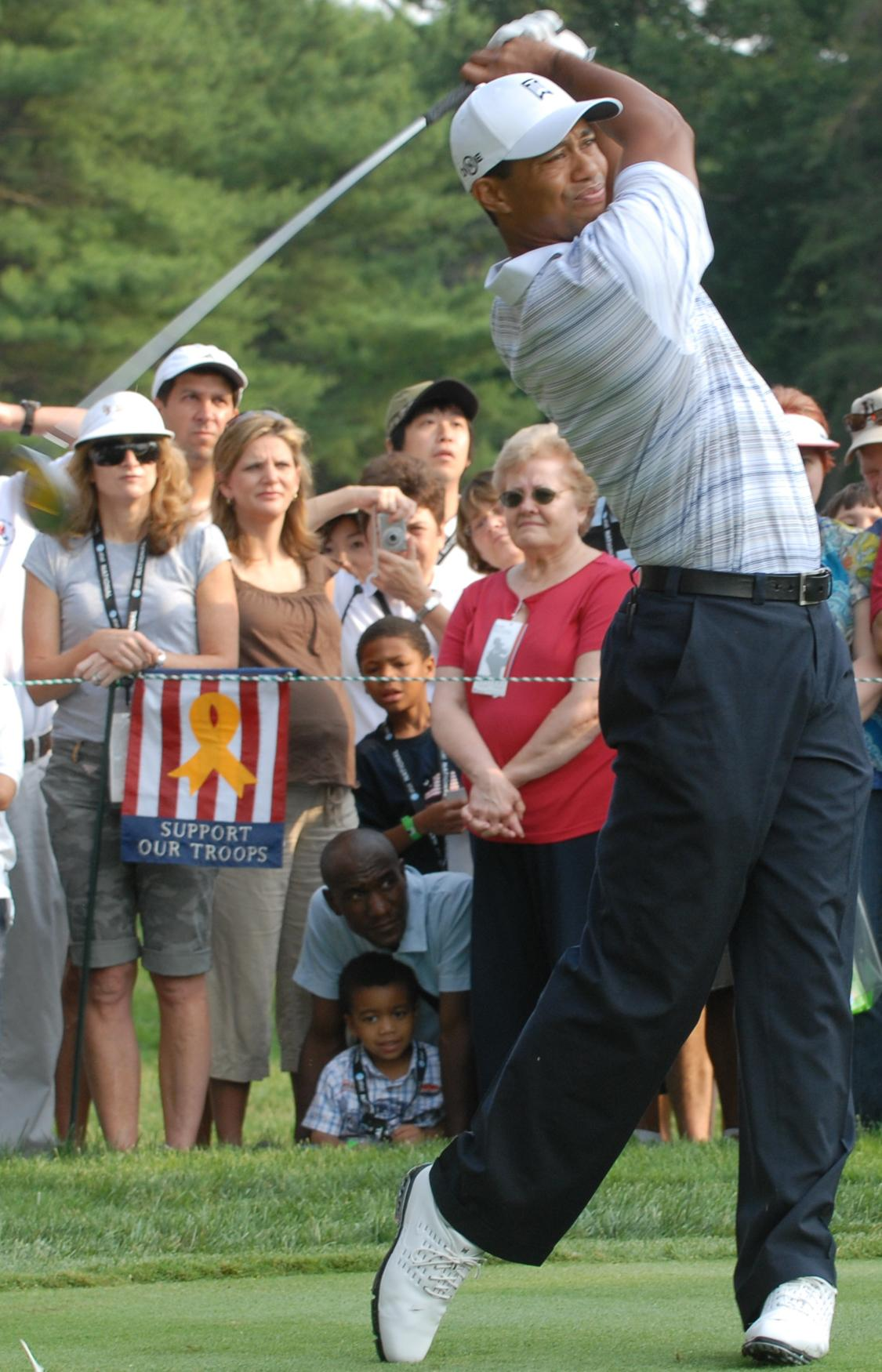
Tiger Woods, um dos jogadores atuais mais bem-sucedidos.

Originalmente, os majors eram compostos por dois torneios britânicos, o Aberto Britânico e o Amateur Championship, e por dois torneios norte-americanos, o U.S. Open e o U.S. Amateur. Com a introdução do torneio Masters de golfe, em 1934, e a ascensão do golfe profissional no final das décadas de 1940 e de 1950, o termo "torneios majors" com o passar do tempo passou a descrever o Masters, o U.S. Open, o Aberto Britânico e o Campeonato PGA. É difícil determinar o momento exato quando a definição mudou para incluir os quatro torneios atuais, embora muitos datam da temporada de 1960, disputada por Arnold Palmer, quando, após vencer o Masters e o U.S. Open, disse que se ele pudesse vencer o Aberto Britânico e o Campeonato PGA para terminar a temporada, completaria seu "próprio grand slam" para bater a façanha conseguida em 1930 por Bobby Jones. Até então, muitos jogadores norte-americanos, como o Byron Nelson, também consideravam o Aberto Ocidental e o North & South Open como dois dos "majors" do golfe, e o British PGA Matchplay Championship tem sido tão importante para os profissionais britânicos quanto o Campeonato PGA era importante para os norte-americanos.

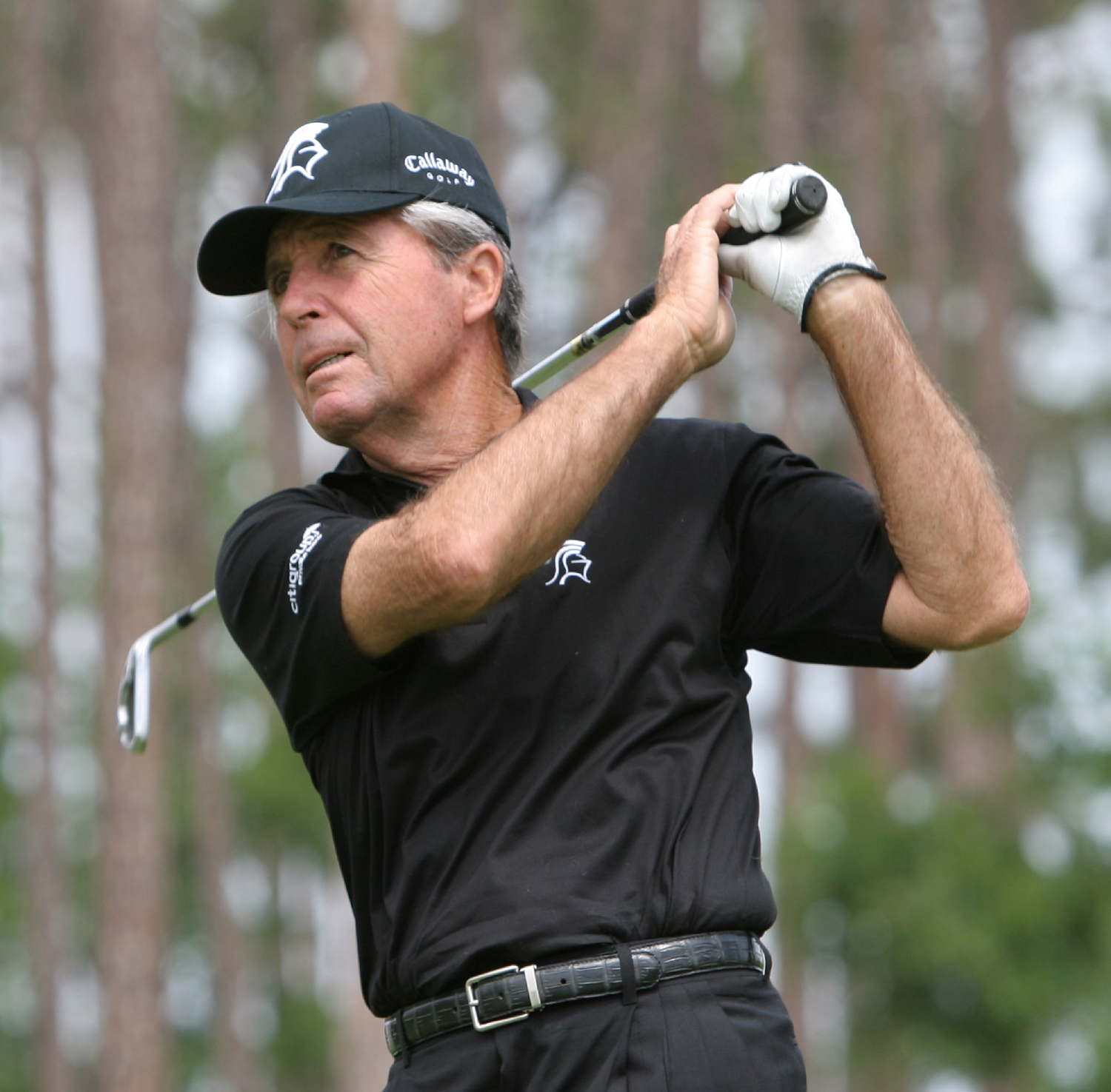
Gary Player, um dos jogadores a conseguir façanha de vencer todos os majors. É natural da África do Sul.

Durante a década de 1950, o Campeonato Mundial de golfe de curta duração era visto como "major" pelos seu competidores, assim como o prêmio valia quase dez vezes comparado a qualquer outro evento no jogo, além de ter sido o primeiro evento cujo final foi transmitido ao vivo na televisão dos Estados Unidos. O mais antigo dos majors é The Open Championship, conhecido internacionalmente como British Open.
Em 1960, Arnold Palmer entrou no Aberto Britânico numa tentativa de emular a façanha de 1953 do Hogan de vencer na primeira visita. Apesar de ter sido vice-campeão, por uma tacada, Palmer retorna e vence as duas edições seguintes, em 1961 e em 1962.
Jack Nicklaus, dos Estados Unidos, é o maior vencedor de todos os tempos dos majors, com dezoito vitórias, e o jogador que mais se aproxima dele é o compatriota Tiger Woods, que já venceu quatorze majors. Woods vence, em 2000, o U.S. Open, o Aberto Britânico e o Campeonato PGA, e a sua vitória no Master de Golfe veio no ano seguinte, em 2001, e, portanto, venceu todos os quatro torneios majors, embora não seja no mesmo ano. Atualmente, apenas cinco jogadores de golfe – Jack Nicklaus, Tiger Woods, Ben Hogan, Gary Player e Gene Sarazen – conseguiram fazer um grand slam (vencer todos os quatro majors).

## Cobertura televisiva

### Estados Unidos
Embora nenhum dos majors esteja sob jurisdição direta dos circuitos, os direitos de transmissão destes eventos são negociados separadamente com cada órgão sancionador. Os quatro majors já foram transmitidos por uma das "três grandes" redes dos Estados Unidos (ABC, CBS, NBC), as quais são atualmente ou já foram parceiras de transmissão do Circuito PGA. Em 2015, a CBS foi a única das três grandes redes que detinha os direitos de transmissão da terceira e da quarta rodada de um ou mais majors, enquanto os restantes, juntamente com a cobertura da abertura da rodada de todos os quatros, foram transmitidos pelas redes de TV a cabo ou pela Fox.
O Masters de Golfe tem sido transmitido pela CBS desde o ano de 1956 e, desde 1966, a ABC obteve os direitos de transmissão dos outros três majors. O Campeonato PGA se transferiu para a CBS em 1991, e o U.S Open retornou à programação da NBC, em 1995.
A ABC manteve o Aberto Britânico como o único major na sua grade de programação, mas mudou sua cobertura ao vivo no fim de semana para a afiliada rede de TV a cabo, ESPN, em 2010. Em junho de 2015, foi anunciado que a NBC e o Golf Channel adquiririam direitos de transmissão do Aberto Britânico sob o contrato de doze anos. Enquanto o acordo da NBC era originalmente para entrar em vigor em 2017, a ESPN decide não renovar os direitos de transmissão do Open até o último ano do seu contrato, então, o contrato da NBC entra em vigor em 2016 em vez de 2017.
O Master de Golfe opera sob contrato de um ano; a CBS tem sido a principal parceira televisiva todos os anos desde 1956, com a ESPN transmitindo a primeira e segunda rodada desde 2008, substituindo a USA Network, que já transmitiu o evento no início de 1980. Desde 2015, a Fox Sports detém direitos de transmissão do U.S. Open e de outros eventos do USGA, substituindo NBC e ESPN, com a Fox Sports 1 como principal canal de TV por assinatura. Já a CBS e a Turner Sports [en] detém direitos de transmissão do Campeonato PGA, com a TNT lidando com cobertura da rodada pela manhã e no fim de semana, e a CBS com transmissão no fim de semana à tarde. Seus respectivos contratos com o PGA dos Estados Unidos vão até o ano de 2019.

### Reino Unido e Irlanda
No Reino Unido, a BBC costumava ter os direitos de transmissão exclusivos do Masters de golfe e do Aberto Britânico, no entanto, desde 2011, as duas primeiras rodadas do Masters são exibidas com exclusividade pela Sky Sports, com as rodadas de fim de semana divididas com BBC. O U.S. Open e o Campeonato PGA são transmitidos com exclusividade pela Sky Sports. Começando em 2016, a Sky Sports também tornou-se a emissora exclusiva do Aberto Britânico; a BBC decidiu renunciar no último ano de seu contrato. A BBC continua a ter direitos de transmissão dum programa de resumo, exibido às noites.

## Características distintivas dos majors
Porque cada major foi desenvolvido e é organizado por uma organização diferente, cada um tem diferentes características que os distinguem, tanto em termos de competições quanto nas escolhas dos participantes.

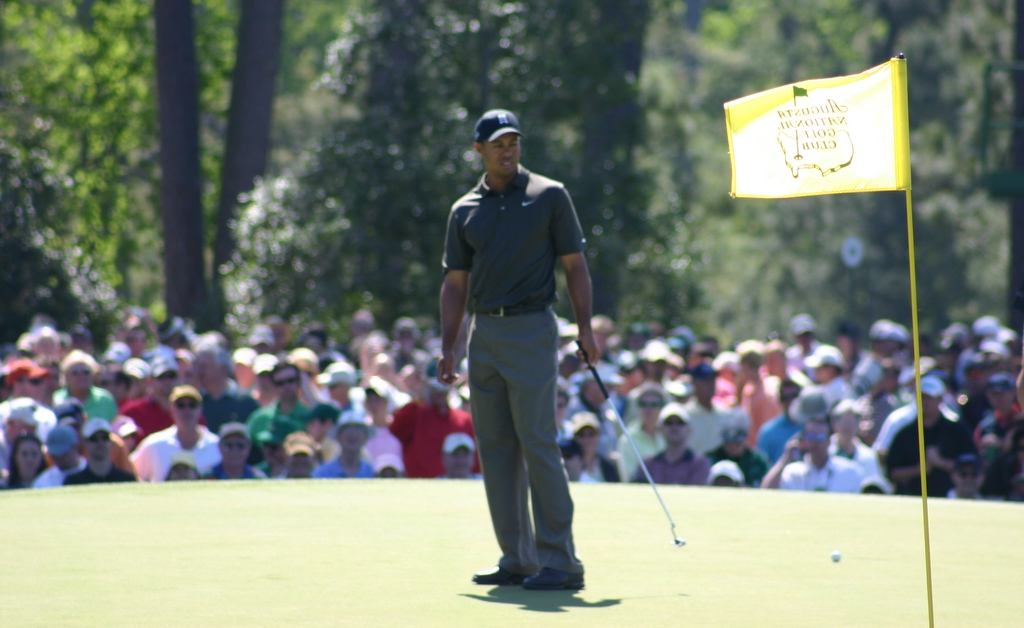
Tiger Woods durante a competição no Masters, em 2006.

- O Masters de Golfe (conhecido internacionalmente como U.S. Masters) é o único major que é disputado no mesmo campo todos os anos, no clube de golfe Augusta National, sendo o torneio por convite pertencente àquele clube. O Masters tem o menor número de participantes em relação aos outros majors, geralmente inferior a cem jogadores (embora, como todos os outros majors, ele agora garante vaga para todos os golfistas entre os cinquenta melhores do mundo), e é o único dos quatro majors que não usa "alternativas" para substituir os jogadores qualificados que, geralmente devido a lesão, não pôde participar do evento. Os ex-campeões têm convite vitalício para competir, e também no campo estão incluídos os atuais campeões dos torneios majors amadores, sendo a maioria dos vencedores da temporada anterior do Circuito PGA (vencedores de eventos "alternativos" realizados na frente de um torneio de alto perfil não recebem convite automaticamente para jogar no Masters). As tradições de Augusta, tal como a concessão de uma jaqueta verde ao campeão, criam uma característica distinta do torneio, assim como o próprio campo, com a falta de rough primário, mas severamente fairways e greens ondulantes, e uso punitivo de lagoas e riachos em vários buracos chaves no campo de nove buracos de par 3.

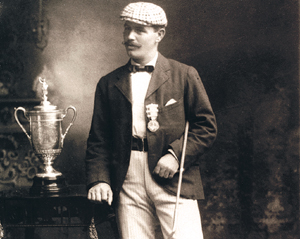
James Foulis, campeão da primeira edição do U.S Open, em 1896.

- O U.S. Open é notório por ser disputado nos campos difíceis que têm fairways apertados, greens desafiadores, exigindo melhores posições dos pinos, espessura e rough alto, colocando uma grande premiação para aqueles que manter um jogo preciso. Além disso, enquanto a maioria dos eventos dos circuitos regulares são disputados em campos com par 72, o U.S. Open não foi disputado num campo de par 72 desde 1992; desde então, ocasionalmente tem sido disputado no campo com 18 buracos para um par de 71, mas mais geralmente par de 70. O U.S. Open é raramento vencido com um placar muito abaixo do par. É torneio da Associação de Golfe dos Estados Unidos e tendo uma lista muito rigorosa de qualificadores isentos – composta por recentes campeões, pelos atuais profissionais altamente classificados no ranking mundial ou na lista de dinheiro do ano anterior em todo o mundo e pelos principais amadores de recentes eventos do USGA – cerca da metade dos participantes entram no torneio por meio de duas rodadas em torneios de qualificação aberto, principalmente realizados nos Estados Unidos, mas também na Europa e no Japão. O U.S Open não tem nenhuma barreira à entrada de mulheres e de jogadores júniors no clube, desde que sejam profissionais ou que cumpram os requisitos de deficiência. No entanto, desde 2014, nenhuma jogadora de golfe se qualificou para o U.S. Open, embora em 2006 Michelle Wie tenha chegado à segunda fase de qualificação. O torneio continua a ter um playoff de 18 buracos se os jogadores estiverem empatados após quatro rodadas. (Os torneios Open e PGA utilizam o agregado dos playoffs de quatro e três buracos, respectivamente, seguidos por morte súbita, se necessário, e a maioria dos eventos regulares, tal como o Masters, utiliza apenas playoffs por morte súbita simples). Nos últimos anos o torneio tem sido realizado no domingo do Dia dos Pais, celebrado no mês de junho nos Estados Unidos.
- Aberto Britânico de Golfe (também conhecido internacionalmente como British Open) é organizado pelo R&A, um desdobramento do clube de golfe Royal & Ancient de St. Andrews, e é normalmente disputado num campo do tipo links na Escócia ou na Inglaterra; o campo na Irlanda do Norte, que sediou o torneio em 1951, foi adicionado à rotação e será o próximo anfitrião em 2019. Carrega o prestígio de ser o mais antigo torneio de golfe profissional atualmente em existência e o primeiro torneio "Open" (embora o primeiro evento tenha sido disputado somente pelos profissionais britânicos). Os campos de links geralmente são caracterizados como litoral, plano e muitas vezes exposto ao vento, com fairways cortados através da grama de areia, e plantas ásperas, e possui bunkers profundos. O formato do torneio foi modificado, em 1892, passando a ser disputado em 72 buracos, durante dois dias. A organização garante que tem os melhores jogadores de todos os principais circuitos e deixa algumas vagas reservadas aos vencedores dos torneios de qualificação ao redor do mundo. O Aberto foi disputado pela primeira vez na Inglaterra, em 1984, e o vencedor foi o inglês John Ball.
- Campeonato PGA (conhecido internacionalmente como U.S PGA) é tradicionalmente disputado num clube de parque nos Estados Unidos, e os campos escolhidos tendem a ser tão difíceis quanto aqueles escolhidos para o U.S Open, com vários, tais como Clube de Golfe Baltusrol, Clube de Campo Medinah, Clube de Campo Oakland Hills, Clube de Campo Oak Hill e Clube de Golfe Winged Foot. Geralmente, o PGA não configura o campo tão difícil como o USGA faz. O PGA dos Estados Unidos entra num acordo de participação nos lucros com o clube anfitrião (exceto quando o evento é organizado pelo Clube de Golfe Valhalla, em Louisville, Kentucky, clube que possui). Em paralelo com o Masters, os vencedores anteriores do Campeonato PGA têm um convite vitalício para competir. Além de convidar os campeões recentes dos outros três majors profissionais e principais jogadores do ranking mundial, o campo do Campeonato PGA é completado pelas eliminatórias realizadas entre os integrantes do PGA dos Estados Unidos, pela organização do clube e pelos profissionais de ensino que não fazem parte do Circuito PGA. O Campeonato PGA é também o único dos quatro majors a convidar todos os vencedores dos eventos do Circuito PGA no ano anterior ao torneio. Os jogadores amadores normalmente não disputam no Circuito PGA e só poderia se classificar ao vencer um dos outros três majors, vencer um evento do Circuito PGA enquanto estiver disputando sob isenção de um patrocinador ou ter um ranking mundial elevado. O PGA tende a ser disputado em dias ensolarados e umidade que caracterizam o clima dos Estados Unidos em agosto, encarando a diferença como um desafio do Aberto Britânico que o precede e muitas vezes disputado no clima mais frio e chuvoso.

## Vencedores do torneio major
O número de vitórias com o total já conquistados (após a barra) são mostrados entre parênteses.
| Ano  | Masters de Golfe                         | U.S. Open                                | Aberto Britânico de Golfe                | Campeonato PGA                           |
| ---- | ---------------------------------------- | ---------------------------------------- | ---------------------------------------- | ---------------------------------------- |
| 2016 | Danny Willett                            | Dustin Johnson                           | Henrik Stenson                           | Jimmy Walker                             |
| 2015 | Jordan Spieth (1/2)                      | Jordan Spieth (2/2)                      | Zach Johnson (2/2)                       | Jason Day                                |
| 2014 | Bubba Watson (2/2)                       | Martin Kaymer (2/2)                      | Rory McIlroy (3/4)                       | Rory McIlroy (4/4)                       |
| 2013 | Adam Scott                               | Justin Rose                              | Phil Mickelson (5/5)                     | Jason Dufner                             |
| 2012 | Bubba Watson (1/2)                       | Webb Simpson                             | Ernie Els (4/4)                          | Rory McIlroy (2/4)                       |
| 2011 | Charl Schwartzel                         | Rory McIlroy (1/4)                       | Darren Clarke                            | Keegan Bradley                           |
| 2010 | Phil Mickelson (4/5)                     | Graeme McDowell                          | Louis Oosthuizen                         | Martin Kaymer (1/2)                      |
| 2009 | Ángel Cabrera (2/2)                      | Lucas Glover                             | Stewart Cink                             | Yang Yong-eun                            |
| 2008 | Trevor Immelman                          | Tiger Woods (14/14)                      | Pádraig Harrington (2/3)                 | Pádraig Harrington (3/3)                 |
| 2007 | Zach Johnson (1/2)                       | Ángel Cabrera (1/2)                      | Pádraig Harrington (1/3)                 | Tiger Woods (13/14)                      |
| 2006 | Phil Mickelson (3/5)                     | Geoff Ogilvy                             | Tiger Woods (11/14)                      | Tiger Woods (12/14)                      |
| 2005 | Tiger Woods (9/14)                       | Michael Campbell                         | Tiger Woods (10/14)                      | Phil Mickelson (2/5)                     |
| 2004 | Phil Mickelson (1/5)                     | Retief Goosen (2/2)                      | Todd Hamilton                            | Vijay Singh (3/3)                        |
| 2003 | Mike Weir                                | Jim Furyk                                | Ben Curtis                               | Shaun Micheel                            |
| 2002 | Tiger Woods (7/14)                       | Tiger Woods (8/14)                       | Ernie Els (3/4)                          | Rich Beem                                |
| 2001 | Tiger Woods (6/14)                       | Retief Goosen (1/2)                      | David Duval                              | David Toms                               |
| 2000 | Vijay Singh (2/3)                        | Tiger Woods (3/14)                       | Tiger Woods (4/14)                       | Tiger Woods (5/14)                       |
| 1999 | José María Olazábal (2/2)                | Payne Stewart (3/3)                      | Paul Lawrie                              | Tiger Woods (2/14)                       |
| 1998 | Mark O'Meara (1/2)                       | Lee Janzen (2/2)                         | Mark O'Meara (2/2)                       | Vijay Singh (1/3)                        |
| 1997 | Tiger Woods (1/14)                       | Ernie Els (2/4)                          | Justin Leonard                           | Davis Love III                           |
| 1996 | Nick Faldo (6/6)                         | Steve Jones                              | Tom Lehman                               | Mark Brooks                              |
| 1995 | Ben Crenshaw (2/2)                       | Corey Pavin                              | John Daly (2/2)                          | Steve Elkington                          |
| 1994 | José María Olazábal (1/2)                | Ernie Els (1/4)                          | Nick Price (2/3)                         | Nick Price (3/3)                         |
| 1993 | Bernhard Langer (2/2)                    | Lee Janzen (1/2)                         | Greg Norman (2/2)                        | Paul Azinger                             |
| 1992 | Fred Couples                             | Tom Kite                                 | Nick Faldo (5/6)                         | Nick Price (1/3)                         |
| 1991 | Ian Woosnam                              | Payne Stewart (2/3)                      | Ian Baker-Finch                          | John Daly (1/2)                          |
| 1990 | Nick Faldo (3/6)                         | Hale Irwin (3/3)                         | Nick Faldo (4/6)                         | Wayne Grady                              |
| 1989 | Nick Faldo (2/6)                         | Curtis Strange (2/2)                     | Mark Calcavecchia                        | Payne Stewart (1/3)                      |
| 1988 | Sandy Lyle (2/2)                         | Curtis Strange (1/2)                     | Seve Ballesteros (5/5)                   | Jeff Sluman                              |
| 1987 | Larry Mize                               | Scott Simpson                            | Nick Faldo (1/6)                         | Larry Nelson (3/3)                       |
| 1986 | Jack Nicklaus (18/18)                    | Raymond Floyd (4/4)                      | Greg Norman (1/2)                        | Bob Tway                                 |
| 1985 | Bernhard Langer (1/2)                    | Andy North (2/2)                         | Sandy Lyle (1/2)                         | Hubert Green (2/2)                       |
| 1984 | Ben Crenshaw (1/2)                       | Fuzzy Zoeller (2/2)                      | Seve Ballesteros (4/5)                   | Lee Trevino (6/6)                        |
| 1983 | Seve Ballesteros (3/5)                   | Larry Nelson (2/3)                       | Tom Watson (8/8)                         | Hal Sutton                               |
| 1982 | Craig Stadler                            | Tom Watson (6/8)                         | Tom Watson (7/8)                         | Raymond Floyd (3/4)                      |
| 1981 | Tom Watson (5/8)                         | David Graham (2/2)                       | Bill Rogers                              | Larry Nelson (1/3)                       |
| 1980 | Seve Ballesteros (2/5)                   | Jack Nicklaus (16/18)                    | Tom Watson (4/8)                         | Jack Nicklaus (17/18)                    |
| 1979 | Fuzzy Zoeller (1/2)                      | Hale Irwin (2/3)                         | Seve Ballesteros (1/5)                   | David Graham (1/2)                       |
| 1978 | Gary Player (9/9)                        | Andy North (1/2)                         | Jack Nicklaus (15/18)                    | John Mahaffey                            |
| 1977 | Tom Watson (2/8)                         | Hubert Green (1/2)                       | Tom Watson (3/8)                         | Lanny Wadkins                            |
| 1976 | Raymond Floyd (2/4)                      | Jerry Pate                               | Johnny Miller (2/2)                      | Dave Stockton (2/2)                      |
| 1975 | Jack Nicklaus (13/18)                    | Lou Graham                               | Tom Watson (1/8)                         | Jack Nicklaus (14/18)                    |
| 1974 | Gary Player (7/9)                        | Hale Irwin (1/3)                         | Gary Player (8/9)                        | Lee Trevino (5/6)                        |
| 1973 | Tommy Aaron                              | Johnny Miller (1/2)                      | Tom Weiskopf                             | Jack Nicklaus (12/18)                    |
| 1972 | Jack Nicklaus (10/18)                    | Jack Nicklaus (11/18)                    | Lee Trevino (4/6)                        | Gary Player (6/9)                        |
| 1971 | Charles Coody                            | Lee Trevino (2/6)                        | Lee Trevino (3/6)                        | Jack Nicklaus (9/18)                     |
| 1970 | Billy Casper (3/3)                       | Tony Jacklin (2/2)                       | Jack Nicklaus (8/18)                     | Dave Stockton (1/2)                      |
| 1969 | George Archer                            | Orville Moody                            | Tony Jacklin (1/2)                       | Raymond Floyd (1/4)                      |
| 1968 | Bob Goalby                               | Lee Trevino (1/6)                        | Gary Player (5/9)                        | Julius Boros (3/3)                       |
| 1967 | Gay Brewer                               | Jack Nicklaus (7/18)                     | Roberto DeVicenzo                        | Don January                              |
| 1966 | Jack Nicklaus (5/18)                     | Billy Casper (2/3)                       | Jack Nicklaus (6/18)                     | Al Geiberger                             |
| 1965 | Jack Nicklaus (4/18)                     | Gary Player (4/9)                        | Peter Thomson (5/5)                      | Dave Marr                                |
| 1964 | Arnold Palmer (7/7)                      | Ken Venturi                              | Tony Lema                                | Bobby Nichols                            |
| 1963 | Jack Nicklaus (2/18)                     | Julius Boros (2/3)                       | Bob Charles                              | Jack Nicklaus (3/18)                     |
| 1962 | Arnold Palmer (5/7)                      | Jack Nicklaus (1/18)                     | Arnold Palmer (6/7)                      | Gary Player (3/9)                        |
| 1961 | Gary Player (2/9)                        | Gene Littler                             | Arnold Palmer (4/7)                      | Jerry Barber                             |
| 1960 | Arnold Palmer (2/7)                      | Arnold Palmer (3/7)                      | Kel Nagle                                | Jay Hebert                               |
| 1959 | Art Wall Jr.                             | Billy Casper (1/3)                       | Gary Player (1/9)                        | Bob Rosburg                              |
| 1958 | Arnold Palmer (1/7)                      | Tommy Bolt                               | Peter Thomson (4/5)                      | Dow Finsterwald                          |
| 1957 | Doug Ford (2/2)                          | Dick Mayer                               | Bobby Locke (4/4)                        | Lionel Hebert                            |
| 1956 | Jack Burke Jr. (1/2)                     | Cary Middlecoff (3/3)                    | Peter Thomson (3/5)                      | Jack Burke Jr. (2/2)                     |
| 1955 | Cary Middlecoff (2/3)                    | Jack Fleck                               | Peter Thomson (2/5)                      | Doug Ford (1/2)                          |
| 1954 | Sam Snead (7/7)                          | Ed Furgol                                | Peter Thomson (1/5)                      | Chick Harbert                            |
| 1953 | Ben Hogan (7/9)                          | Ben Hogan (8/9)                          | Ben Hogan (9/9)                          | Walter Burkemo                           |
| 1952 | Sam Snead (6/7)                          | Julius Boros (1/3)                       | Bobby Locke (3/4)                        | Jim Turnesa                              |
| 1951 | Ben Hogan (5/9)                          | Ben Hogan (6/9)                          | Max Faulkner                             | Sam Snead (5/7)                          |
| 1950 | Jimmy Demaret (3/3)                      | Ben Hogan (4/9)                          | Bobby Locke (2/4)                        | Chandler Harper                          |
| 1949 | Sam Snead (3/7)                          | Cary Middlecoff (1/3)                    | Bobby Locke (1/4)                        | Sam Snead (4/7)                          |
| 1948 | Claude Harmon                            | Ben Hogan (3/9)                          | Henry Cotton (3/3)                       | Ben Hogan (2/9)                          |
| 1947 | Jimmy Demaret (2/3)                      | Lew Worsham                              | Fred Daly                                | Jim Ferrier                              |
| 1946 | Herman Keiser                            | Lloyd Mangrum                            | Sam Snead (2/7)                          | Ben Hogan (1/9)                          |
| 1945 | Não realizado devido à II Guerra Mundial | Não realizado devido à II Guerra Mundial | Não realizado devido à II Guerra Mundial | Byron Nelson (5/5)                       |
| 1944 | Não realizado devido à II Guerra Mundial | Não realizado devido à II Guerra Mundial | Não realizado devido à II Guerra Mundial | Bob Hamilton                             |
| 1943 | Não realizado devido à II Guerra Mundial | Não realizado devido à II Guerra Mundial | Não realizado devido à II Guerra Mundial | Não realizado devido à II Guerra Mundial |
| 1942 | Byron Nelson (4/5)                       | Não realizado devido à II Guerra Mundial | Não realizado devido à II Guerra Mundial | Sam Snead (1/7)                          |
| 1941 | Craig Wood (1/2)                         | Craig Wood (2/2)                         | Não realizado devido à II Guerra Mundial | Vic Ghezzi                               |
| 1940 | Jimmy Demaret (1/3)                      | Lawson Little                            | Não realizado devido à II Guerra Mundial | Byron Nelson (3/5)                       |
| 1939 | Ralph Guldahl (3/3)                      | Byron Nelson (2/5)                       | Dick Burton                              | Henry Picard (2/2)                       |
| 1938 | Henry Picard (1/2)                       | Ralph Guldahl (2/3)                      | Reg Whitcombe                            | Paul Runyan (2/2)                        |
| 1937 | Byron Nelson (1/5)                       | Ralph Guldahl (1/3)                      | Henry Cotton (2/3)                       | Denny Shute (3/3)                        |
| 1936 | Horton Smith (2/2)                       | Tony Manero                              | Alf Padgham                              | Denny Shute (2/3)                        |
| 1935 | Gene Sarazen (7/7)                       | Sam Parks Jr.                            | Alf Perry                                | Johnny Revolta                           |
| 1934 | Horton Smith (1/2)                       | Olin Dutra (2/2)                         | Henry Cotton (1/3)                       | Paul Runyan (1/2)                        |
| 1933 | Ainda não criado                         | Johnny Goodman                           | Denny Shute (1/3)                        | Gene Sarazen (6/7)                       |
| 1932 | Ainda não criado                         | Gene Sarazen (5/7)                       | Gene Sarazen (4/7)                       | Olin Dutra (1/2)                         |
| 1931 | Ainda não criado                         | Billy Burke                              | Tommy Armour (3/3)                       | Tom Creavy                               |
| 1930 | Ainda não criado                         | Bobby Jones (7/7)                        | Bobby Jones (6/7)                        | Tommy Armour (2/3)                       |
| 1929 | Ainda não criado                         | Bobby Jones (5/7)                        | Walter Hagen (11/11)                     | Leo Diegel (2/2)                         |
| 1928 | Ainda não criado                         | Johnny Farrell                           | Walter Hagen (10/11)                     | Leo Diegel (1/2)                         |
| 1927 | Ainda não criado                         | Tommy Armour (1/3)                       | Bobby Jones (4/7)                        | Walter Hagen (9/11)                      |
| 1926 | Ainda não criado                         | Bobby Jones (3/7)                        | Bobby Jones (2/7)                        | Walter Hagen (8/11)                      |
| 1925 | Ainda não criado                         | Willie MacFarlane                        | Jim Barnes (4/4)                         | Walter Hagen (7/11)                      |
| 1924 | Ainda não criado                         | Cyril Walker                             | Walter Hagen (5/11)                      | Walter Hagen (6/11)                      |
| 1923 | Ainda não criado                         | Bobby Jones (1/7)                        | Arthur Havers                            | Gene Sarazen (3/7)                       |
| 1922 | Ainda não criado                         | Gene Sarazen (1/7)                       | Walter Hagen (4/11)                      | Gene Sarazen (2/7)                       |
| 1921 | Ainda não criado                         | Jim Barnes (3/4)                         | Jock Hutchison (2/2)                     | Walter Hagen (3/11)                      |
| 1920 | Ainda não criado                         | Ted Ray (2/2)                            | George Duncan                            | Jock Hutchison (1/2)                     |
| 1919 | Ainda não criado                         | Walter Hagen (2/11)                      | Não realizado devido à I Guerra Mundial  | Jim Barnes (2/4)                         |
| 1918 | Ainda não criado                         | Não realizado devido à I Guerra Mundial  | Não realizado devido à I Guerra Mundial  | Não realizado devido à I Guerra Mundial  |
| 1917 | Ainda não criado                         | Não realizado devido à I Guerra Mundial  | Não realizado devido à I Guerra Mundial  | Não realizado devido à I Guerra Mundial  |
| 1916 | Ainda não criado                         | Chick Evans                              | Não realizado devido à I Guerra Mundial  | Jim Barnes (1/4)                         |
| 1915 | Ainda não criado                         | Jerome Travers                           | Não realizado devido à I Guerra Mundial  | Ainda não criado                         |
| 1914 | Ainda não criado                         | Walter Hagen (1/11)                      | Harry Vardon (7/7)                       | Ainda não criado                         |
| 1913 | Ainda não criado                         | Francis Ouimet                           | John Henry Taylor (5/5)                  | Ainda não criado                         |
| 1912 | Ainda não criado                         | John McDermott (2/2)                     | Ted Ray (1/2)                            | Ainda não criado                         |
| 1911 | Ainda não criado                         | John McDermott (1/2)                     | Harry Vardon (6/7)                       | Ainda não criado                         |
| 1910 | Ainda não criado                         | Alex Smith (2/2)                         | James Braid (5/5)                        | Ainda não criado                         |
| 1909 | Ainda não criado                         | George Sargent                           | John Henry Taylor (4/5)                  | Ainda não criado                         |
| 1908 | Ainda não criado                         | Fred McLeod                              | James Braid (4/5)                        | Ainda não criado                         |
| 1907 | Ainda não criado                         | Alec Ross                                | Arnaud Massy                             | Ainda não criado                         |
| 1906 | Ainda não criado                         | Alex Smith (1/2)                         | James Braid (3/5)                        | Ainda não criado                         |
| 1905 | Ainda não criado                         | Willie Anderson (4/4)                    | James Braid (2/5)                        | Ainda não criado                         |
| 1904 | Ainda não criado                         | Willie Anderson (3/4)                    | Jack White                               | Ainda não criado                         |
| 1903 | Ainda não criado                         | Willie Anderson (2/4)                    | Harry Vardon (5/7)                       | Ainda não criado                         |
| 1902 | Ainda não criado                         | Laurie Auchterlonie                      | Sandy Herd                               | Ainda não criado                         |
| 1901 | Ainda não criado                         | Willie Anderson (1/4)                    | James Braid (1/5)                        | Ainda não criado                         |
| 1900 | Ainda não criado                         | Harry Vardon (4/7)                       | John Henry Taylor (3/5)                  | Ainda não criado                         |
| 1899 | Ainda não criado                         | Willie Smith                             | Harry Vardon (3/7)                       | Ainda não criado                         |
| 1898 | Ainda não criado                         | Fred Herd                                | Harry Vardon (2/7)                       | Ainda não criado                         |
| 1897 | Ainda não criado                         | Joe Lloyd                                | Harold Hilton (2/2)                      | Ainda não criado                         |
| 1896 | Ainda não criado                         | James Foulis                             | Harry Vardon (1/7)                       | Ainda não criado                         |
| 1895 | Ainda não criado                         | Horace Rawlins                           | John Henry Taylor (2/5)                  | Ainda não criado                         |
| 1894 | Ainda não criado                         | Ainda não criado                         | John Henry Taylor (1/5)                  | Ainda não criado                         |
| 1893 | Ainda não criado                         | Ainda não criado                         | Willie Auchterlonie                      | Ainda não criado                         |
| 1892 | Ainda não criado                         | Ainda não criado                         | Harold Hilton (1/2)                      | Ainda não criado                         |
| 1891 | Ainda não criado                         | Ainda não criado                         | Hugh Kirkaldy                            | Ainda não criado                         |
| 1890 | Ainda não criado                         | Ainda não criado                         | John Ball Jnr                            | Ainda não criado                         |
| 1889 | Ainda não criado                         | Ainda não criado                         | Willie Park Jr. (2/2)                    | Ainda não criado                         |
| 1888 | Ainda não criado                         | Ainda não criado                         | Jack Burns                               | Ainda não criado                         |
| 1887 | Ainda não criado                         | Ainda não criado                         | Willie Park Jr. (1/2)                    | Ainda não criado                         |
| 1886 | Ainda não criado                         | Ainda não criado                         | David Brown                              | Ainda não criado                         |
| 1885 | Ainda não criado                         | Ainda não criado                         | Bob Martin (2/2)                         | Ainda não criado                         |
| 1884 | Ainda não criado                         | Ainda não criado                         | Jack Simpson                             | Ainda não criado                         |
| 1883 | Ainda não criado                         | Ainda não criado                         | Willie Fernie                            | Ainda não criado                         |
| 1882 | Ainda não criado                         | Ainda não criado                         | Bob Ferguson (3/3)                       | Ainda não criado                         |
| 1881 | Ainda não criado                         | Ainda não criado                         | Bob Ferguson (2/3)                       | Ainda não criado                         |
| 1880 | Ainda não criado                         | Ainda não criado                         | Bob Ferguson (1/3)                       | Ainda não criado                         |
| 1879 | Ainda não criado                         | Ainda não criado                         | Jamie Anderson (3/3)                     | Ainda não criado                         |
| 1878 | Ainda não criado                         | Ainda não criado                         | Jamie Anderson (2/3)                     | Ainda não criado                         |
| 1877 | Ainda não criado                         | Ainda não criado                         | Jamie Anderson (1/3)                     | Ainda não criado                         |
| 1876 | Ainda não criado                         | Ainda não criado                         | Bob Martin (1/2)                         | Ainda não criado                         |
| 1875 | Ainda não criado                         | Ainda não criado                         | Willie Park, Sr. (4/4)                   | Ainda não criado                         |
| 1874 | Ainda não criado                         | Ainda não criado                         | Mungo Park                               | Ainda não criado                         |
| 1873 | Ainda não criado                         | Ainda não criado                         | Tom Kidd                                 | Ainda não criado                         |
| 1872 | Ainda não criado                         | Ainda não criado                         | Young Tom Morris (4/4)                   | Ainda não criado                         |
| 1871 | Ainda não criado                         | Ainda não criado                         | Não disputado                            | Ainda não criado                         |
| 1870 | Ainda não criado                         | Ainda não criado                         | Young Tom Morris (3/4)                   | Ainda não criado                         |
| 1869 | Ainda não criado                         | Ainda não criado                         | Young Tom Morris (2/4)                   | Ainda não criado                         |
| 1868 | Ainda não criado                         | Ainda não criado                         | Young Tom Morris (1/4)                   | Ainda não criado                         |
| 1867 | Ainda não criado                         | Ainda não criado                         | Old Tom Morris (4/4)                     | Ainda não criado                         |
| 1866 | Ainda não criado                         | Ainda não criado                         | Willie Park, Sr. (3/4)                   | Ainda não criado                         |
| 1865 | Ainda não criado                         | Ainda não criado                         | Andrew Strath                            | Ainda não criado                         |
| 1864 | Ainda não criado                         | Ainda não criado                         | Old Tom Morris (3/4)                     | Ainda não criado                         |
| 1863 | Ainda não criado                         | Ainda não criado                         | Willie Park, Sr. (2/4)                   | Ainda não criado                         |
| 1862 | Ainda não criado                         | Ainda não criado                         | Old Tom Morris (2/4)                     | Ainda não criado                         |
| 1861 | Ainda não criado                         | Ainda não criado                         | Old Tom Morris (1/4)                     | Ainda não criado                         |
| 1860 | Ainda não criado                         | Ainda não criado                         | Willie Park, Sr. (1/4)                   | Ainda não criado                         |

### Campeões dos majors por nacionalidade
A tabela abaixo mostra o número dos torneios majors vencidos pelos jogadores de vários países. Nas duas últimas colunas são as vitórias obtidas respectivamente pelos jogadores europeus, no complexo, e pelos jogadores do "Resto do Mundo" (RdM) — no mundo —, exceto Europa e Estados Unidos. Os Estados Unidos enfrentaram a Europa na Copa Ryder e uma equipe internacional representando o resto do mundo na Copa dos Presidentes. A tabela está atualizada desde a temporada de 2016. Desde a criação do Masters, em 1934, um norte-americano já venceu pelo menos um major todos os anos, com exceção de 1994.
| Década         | Total | ARG | AUS | CAN | ENG | FIJ | FRA | GER | JER | KOR | NZL | NIR | IRE | SCO | RSA | ESP | SWE | USA | WAL | ZIM | Eur | RdM |
| Total          | 439   | 3   | 17  | 1   | 35  | 3   | 1   | 4   | 9   | 1   | 2   | 7   | 3   | 55  | 22  | 7   | 1   | 264 | 1   | 3   | 123 | 52  |
| -------------- | ----- | --- | --- | --- | --- | --- | --- | --- | --- | --- | --- | --- | --- | --- | --- | --- | --- | --- | --- | --- | --- | --- |
| Década de 2010 | 28    | –   | 2   | –   | 2   | –   | –   | 2   | –   | –   | –   | 6   | –   | –   | 3   | –   | 1   | 12  | –   | –   | 11  | 5   |
| Década de 2000 | 40    | 2   | 1   | 1   | –   | 2   | –   | –   | –   | 1   | 1   | –   | 3   | –   | 4   | –   | –   | 25  | –   | –   | 3   | 12  |
| Década de 1990 | 40    | –   | 4   | –   | 4   | 1   | –   | 1   | –   | –   | –   | –   | –   | 1   | 2   | 2   | –   | 21  | 1   | 3   | 9   | 10  |
| Década de 1980 | 40    | –   | 2   | –   | 2   | –   | –   | 1   | –   | –   | –   | –   | –   | 2   | –   | 4   | –   | 29  | –   | –   | 9   | 2   |
| Década de 1970 | 40    | –   | 1   | –   | 1   | –   | –   | –   | –   | –   | –   | –   | –   | –   | 4   | 1   | –   | 33  | –   | –   | 2   | 5   |
| Década de 1960 | 40    | 1   | 2   | –   | 1   | –   | –   | –   | –   | –   | 1   | –   | –   | –   | 4   | –   | –   | 31  | –   | –   | 1   | 8   |
| Década de 1950 | 40    | –   | 4   | –   | 1   | –   | –   | –   | –   | –   | –   | –   | –   | –   | 4   | –   | –   | 31  | –   | –   | 1   | 8   |
| Década de 1940 | 26    | –   | 1   | –   | 1   | –   | –   | –   | –   | –   | –   | 1   | –   | –   | 1   | –   | –   | 22  | –   | –   | 2   | 2   |
| Década de 1930 | 36    | –   | –   | –   | 6   | –   | –   | –   | –   | –   | –   | –   | –   | –   | –   | –   | –   | 30  | –   | –   | 6   | –   |
| Década de 1920 | 30    | –   | –   | –   | 4   | –   | –   | –   | 1   | –   | –   | –   | –   | 2   | –   | –   | –   | 23  | –   | –   | 7   | –   |
| Década de 1910 | 15    | –   | –   | –   | 3   | –   | –   | –   | 3   | –   | –   | –   | –   | 2   | –   | –   | –   | 7   | –   | –   | 8   | –   |
| Década de 1900 | 20    | –   | –   | –   | 3   | –   | 1   | –   | 2   | –   | –   | –   | –   | 14  | –   | –   | –   | –   | –   | –   | 20  | –   |
| Década de 1890 | 15    | –   | –   | –   | 7   | –   | –   | –   | 3   | –   | –   | –   | –   | 5   | –   | –   | –   | –   | –   | –   | 15  | –   |
| Década de 1880 | 10    | –   | –   | –   | –   | –   | –   | –   | –   | –   | –   | –   | –   | 10  | –   | –   | –   | –   | –   | –   | 10  | –   |
| Década de 1870 | 9     | –   | –   | –   | –   | –   | –   | –   | –   | –   | –   | –   | –   | 9   | –   | –   | –   | –   | –   | –   | 9   | –   |
| Década de 1860 | 10    | –   | –   | –   | –   | –   | –   | –   | –   | –   | –   | –   | –   | 10  | –   | –   | –   | –   | –   | –   | 10  | –   |

## Recordes na pontuação

### Recordes na pontuação - agregada
Na tabela abaixo, estão tabulados os recordes na pontuação agregada de cada major. Verde indica recorde absoluto, e amarelo indica recorde compartilhado.
| Data                 | Torneio                   | Jogador        | País             | Rodadas     | Total | Par |
| -------------------- | ------------------------- | -------------- | ---------------- | ----------- | ----- | --- |
| 13 de abril de 1997  | Masters de Golfe          | Tiger Woods    | Estados Unidos   | 70-66-65-69 | 270   | −18 |
| 19 de agosto de 2001 | Campeonato PGA            | David Toms     | Estados Unidos   | 66-65-65-69 | 265   | −15 |
| 19 de junho de 2011  | U.S. Open                 | Rory McIlroy   | Irlanda do Norte | 65-66-68-69 | 268   | −16 |
| 12 de abril de 2015  | Masters de Golfe          | Jordan Spieth  | Estados Unidos   | 64-66-70-70 | 270   | −18 |
| 17 de julho de 2016  | Aberto Britânico de Golfe | Henrik Stenson | Suécia           | 68-65-68-63 | 264   | −20 |

### Recordes na pontuação - par
Na tabela abaixo, estão tabulados os recordes na pontuação par de cada major. Verde indica recorde absoluto, e amarelo indica recorde compartilhado.
| Data                 | Torneio                   | Jogador        | País             | Rodadas     | Total | Par | Conclusão |
| -------------------- | ------------------------- | -------------- | ---------------- | ----------- | ----- | --- | --------- |
| 13 de abril de 1997  | Masters de Golfe          | Tiger Woods    | Estados Unidos   | 70-66-65-69 | 270   | −18 | Venceu    |
| 19 de junho de 2011  | U.S. Open                 | Rory McIlroy   | Irlanda do Norte | 65-66-68-69 | 268   | −16 | Venceu    |
| 12 de abril de 2015  | Masters de Golfe          | Jordan Spieth  | Estados Unidos   | 64-66-70-70 | 270   | −18 | Venceu    |
| 16 de agosto de 2015 | Campeonato PGA            | Jason Day      | Austrália        | 68-67-66-67 | 268   | −20 | Venceu    |
| 17 de julho de 2016  | Aberto Britânico de Golfe | Henrik Stenson | Suécia           | 68-65-68-63 | 264   | −20 | Venceu    |

### Recorde numa única rodada
O recorde na pontuação numa única rodada dos quatro majors é de 63 tacadas, marca atingida pelos vinte e oito jogadores entre 1973 e 2016. O australiano Greg Norman e o fidjiano Vijay Singh são os únicos jogadores que conseguiram fazer por duas vezes rodadas de 63 tacadas nos majors. Johnny Miller foi o primeiro jogador a fazer 63 no major e também o único a jogar 63, oito abaixo do par, com três bogeys, na rodada final para vencer um torneio major até Henrik Stenson fazer a melhor rodada durante a temporada de 2016 do Aberto Britânico no campo de golfe Royal Troon. Stenson jogou 63 na rodada final, com 20 tacadas abaixo do par, o menor placar da história do Aberto Britânico. O jogador de golfe mais recente a jogar 63 num major foi o norte-americano Robert Streb no Campeonato PGA, em 2016, no clube de golfe Baltusrol.
| #  | Jogador             | País             | Major                     | Data                 | Clube                               | Rodadas | Par | Conclusão |
| -- | ------------------- | ---------------- | ------------------------- | -------------------- | ----------------------------------- | ------- | --- | --------- |
| 1  | Johnny Miller       | Estados Unidos   | U.S. Open                 | 17 de junho de 1973  | Clube de Campo Oakmont              | 4       | −8  | 1         |
| 2  | Bruce Crampton      | Austrália        | Campeonato PGA            | 8 de agosto de 1975  | Clube de Campo Firestone            | 2       | −7  | 2         |
| 3  | Mark Hayes          | Estados Unidos   | Aberto Britânico de Golfe | 7 de julho de 1977   | Turnberry                           | 2       | −7  | T9        |
| 4  | Tom Weiskopf        | Estados Unidos   | U.S. Open                 | 12 de junho de 1980  | Clube de Golfe Baltusrol            | 1       | −7  | 37        |
| 5  | Jack Nicklaus       | Estados Unidos   | U.S. Open                 | 12 de junho de 1980  | Clube de Golfe Baltusrol (2)        | 1       | −7  | 1         |
| 6  | Isao Aoki           | Japão            | Aberto Britânico de Golfe | 19 de julho de 1980  | Muirfield                           | 3       | −8  | T12       |
| 7  | Raymond Floyd       | Estados Unidos   | Campeonato PGA            | 5 de agosto de 1982  | Southern Hills Country Club         | 1       | −7  | 1         |
| 8  | Gary Player         | África do Sul    | Campeonato PGA            | 17 de agosto de 1984 | Shoal Creek Golf & Country Club     | 2       | −9  | T2        |
| 9  | Nick Price          | Zimbabwe         | Masters de Golfe          | 12 de abril de 1986  | Clube de Golfe Augusta National     | 3       | −9  | 5         |
| 10 | Greg Norman         | Austrália        | Aberto Britânico de Golfe | 18 de julho de 1986  | Turnberry (2)                       | 2       | −7  | 1         |
| 11 | Paul Broadhurst     | Inglaterra       | Aberto Britânico de Golfe | 21 de julho de 1990  | Old Course at St Andrews            | 3       | −9  | T12       |
| 12 | Jodie Mudd          | Estados Unidos   | Aberto Britânico de Golfe | 21 de julho de 1991  | Clube de Golfe Royal Birkdale       | 4       | −7  | T5        |
| 13 | Nick Faldo          | Inglaterra       | Aberto Britânico de Golfe | 16 de julho de 1993  | Royal St. George's Golf Club        | 2       | −7  | 2         |
| 14 | Payne Stewart       | Estados Unidos   | Aberto Britânico de Golfe | 18 de julho de 1993  | Royal St. George's Golf Club (2)    | 4       | −7  | 12        |
| 15 | Vijay Singh         | Fiji             | Campeonato PGA            | 13 de agosto de 1993 | Inverness Club                      | 2       | −8  | 4         |
| 16 | Michael Bradley     | Estados Unidos   | Campeonato PGA            | 10 de agosto de 1995 | Clube de Campo Riviera              | 1       | −8  | T54       |
| 17 | Brad Faxon          | Estados Unidos   | Campeonato PGA            | 13 de agosto de 1995 | Clube de Campo Riviera (2)          | 4       | −8  | 5         |
| 18 | Greg Norman (2)     | Austrália        | Masters de Golfe          | 11 de abril de 1996  | Clube de Golfe Augusta National (2) | 1       | −9  | 2         |
| 19 | José María Olazábal | Espanha          | Campeonato PGA            | 19 de agosto de 2000 | Clube de Golfe Valhalla             | 3       | −9  | T4        |
| 20 | Mark O'Meara        | Estados Unidos   | Campeonato PGA            | 17 de agosto de 2001 | Atlanta Athletic Club               | 2       | −7  | T22       |
| 21 | Vijay Singh (2)     | Fiji             | U.S. Open                 | 13 de junho de 2003  | Olympia Fields Country Club         | 2       | −7  | T20       |
| 22 | Thomas Bjørn        | Dinamarca        | Campeonato PGA            | 13 de agosto de 2005 | Clube de Golfe Baltusrol (3)        | 3       | −7  | T2        |
| 23 | Tiger Woods         | Estados Unidos   | Campeonato PGA            | 10 de agosto de 2007 | Southern Hills Country Club (2)     | 2       | −7  | 1         |
| 24 | Rory McIlroy        | Irlanda do Norte | Aberto Britânico de Golfe | 15 de julho de 2010  | Old Course at St. Andrews (2)       | 1       | −9  | T3        |
| 25 | Steve Stricker      | Estados Unidos   | Campeonato PGA            | 11 de agosto de 2011 | Atlanta Athletic Club (2)           | 1       | −7  | T12       |
| 26 | Jason Dufner        | Estados Unidos   | Campeonato PGA            | 9 de agosto de 2013  | Clube de Campo Oak Hill             | 2       | −7  | 1         |
| 27 | Hiroshi Iwata       | Japão            | Campeonato PGA            | 14 de agosto de 2015 | Whistling Straits                   | 2       | −9  | T21       |
| 28 | Phil Mickelson      | Estados Unidos   | Aberto Britânico de Golfe | 14 de agosto de 2016 | Clube de Golfe Royal Troon          | 1       | −8  | 2         |
| 29 | Henrik Stenson      | Suécia           | Aberto Britânico de Golfe | 17 de julho de 2016  | Clube de Golfe Royal Troon (2)      | 4       | −8  | 1         |
| 30 | Robert Streb        | Estados Unidos   | Campeonato PGA            | 29 de julho de 2016  | Clube de Golfe Baltusrol (4)        | 2       | −7  | T7        |

## 'Jogador do ano' dos torneios majors
Não há nenhum prêmio oficial apresentado ao jogador com o melhor recorde geral nos quatro majors, embora o sistema de pontuação Jogador do Ano do PGA tenha favorecido desempenhos nos torneios majors. Desde 1984, os pontos no ranking mundial têm sidos atribuídos aos finais nos majors, que permitiram um cálculo do qual jogador ganhou mais pontos no ranking em majors numa temporada. Ocasionalmente, as tabelas são construídas por interesse, mostrando os recordes na pontuação geral para aqueles jogadores que concluíram todos os 288 buracos nos majors durante uma temporada. Na década de 1970, Jack Nicklaus liderou a tabela em 1970–73, 1975 e 1979, com Gary Player liderando em 1974, Raymond Floyd em 1976, e Tom Watson em 1977 e 1978. Na década de 1980, um notável líder concluiu em 1987, quando Ben Crenshaw estava no topo desta compilação após terminar em 4.º, 4.º, 4.º e 7.º nos quatro majors. No total, Crenshaw marcou 1 140 tacadas, apenas 12 a mais do que a soma total dos quatro respectivos placares de 1 128 dos campeões. Os recentes vencedores deste prêmio foram: Pádraig Harrington em 2008, Ross Fisher em 2009, Phil Mickelson em 2010, Charl Schwartzel em 2011, e Adam Scott em 2012. Em 2013, Scott e seu compatriota Jason Day emparatam por este prêmio com placar cumulativo de +2. Rickie Fowler liderou em 2014, com -32 após top-5 acabamentos nos quatro torneios, enquanto em 2015 Jordan Spieth liderou a classificação, ao alcançar a menor pontuação cumulativa de todos os tempos em um ano de -54, uma tacada melhor do que a pontuação cumulativa de Tiger Woods em 2000. Em 2016, Jason Day liderou novamente com -9, apesar de não vencer nenhum dos torneios majors durante o ano.

## Vitórias consecutivas num torneio major
| Nacionalidade  | Jogador            | Major                     | # | Anos                      |
| -------------- | ------------------ | ------------------------- | - | ------------------------- |
| Escócia        | Tom Morris Jr.     | Aberto Britânico de Golfe | 4 | 1868, 1869, 1870, 1872[a] |
| Estados Unidos | Walter Hagen       | Campeonato PGA            | 4 | 1924, 1925, 1926, 1927    |
| Escócia        | Jamie Anderson     | Aberto Britânico de Golfe | 3 | 1877, 1878, 1879          |
| Escócia        | Bob Ferguson       | Aberto Britânico de Golfe | 3 | 1880, 1881, 1882          |
| Escócia        | Willie Anderson    | U.S. Open                 | 3 | 1903, 1904, 1905          |
| Austrália      | Peter Thomson      | Aberto Britânico de Golfe | 3 | 1954, 1955, 1956          |
| Escócia        | Tom Morris, Sr.    | Aberto Britânico de Golfe | 2 | 1861, 1862                |
| Jersey         | Harry Vardon       | Aberto Britânico de Golfe | 2 | 1898, 1899                |
| Escócia        | James Braid        | Aberto Britânico de Golfe | 2 | 1905, 1906                |
| Inglaterra     | John Henry Taylor  | Aberto Britânico de Golfe | 2 | 1894, 1895                |
| Estados Unidos | John McDermott     | U.S. Open                 | 2 | 1911, 1912                |
| Inglaterra     | Jim Barnes         | Campeonato PGA            | 2 | 1916, 1919[a]             |
| Estados Unidos | Gene Sarazen       | Campeonato PGA            | 2 | 1922, 1923                |
| Estados Unidos | Bobby Jones        | Aberto Britânico de Golfe | 2 | 1926, 1927                |
| Estados Unidos | Walter Hagen       | Aberto Britânico de Golfe | 2 | 1928, 1929                |
| Estados Unidos | Leo Diegel         | Campeonato PGA            | 2 | 1928, 1929                |
| Estados Unidos | Bobby Jones        | U.S. Open                 | 2 | 1929, 1930                |
| Estados Unidos | Denny Shute        | Campeonato PGA            | 2 | 1936, 1937                |
| Estados Unidos | Ralph Guldahl      | U.S. Open                 | 2 | 1937, 1938                |
| África do Sul  | Bobby Locke        | Aberto Britânico de Golfe | 2 | 1949, 1950                |
| Estados Unidos | Ben Hogan          | U.S. Open                 | 2 | 1950, 1951                |
| Estados Unidos | Arnold Palmer      | Aberto Britânico de Golfe | 2 | 1961, 1962                |
| Estados Unidos | Jack Nicklaus      | Masters de Golfe          | 2 | 1965, 1966                |
| Estados Unidos | Lee Trevino        | Aberto Britânico de Golfe | 2 | 1971, 1972                |
| Estados Unidos | Tom Watson         | Aberto Britânico de Golfe | 2 | 1982, 1983                |
| Estados Unidos | Curtis Strange     | U.S. Open                 | 2 | 1988, 1989                |
| Inglaterra     | Nick Faldo         | Masters de Golfe          | 2 | 1989, 1990                |
| Estados Unidos | Tiger Woods        | Campeonato PGA            | 2 | 1999, 2000                |
| Estados Unidos | Tiger Woods        | Masters de Golfe          | 2 | 2001, 2002                |
| Estados Unidos | Tiger Woods        | Aberto Britânico de Golfe | 2 | 2005, 2006                |
| Estados Unidos | Tiger Woods        | Campeonato PGA (2)        | 2 | 2006, 2007                |
| Irlanda        | Pádraig Harrington | Aberto Britânico de Golfe | 2 | 2007, 2008                |

a  Estes são consecutivos pois não houve torneios entre Aberto Britânico de Golfe em 1871 ou no Campeonato PGA em 1917 e em 1917.

## Principais vitórias fio a fio
Jogadores que lideraram ou empataram na liderança após cada rodada de um major.
| Nacionalidade    | Jogador       | Ano  | Major   |
| ---------------- | ------------- | ---- | ------- |
| Jersey           | Ted Ray       | 1912 | Aberto  |
| Estados Unidos   | Walter Hagen  | 1914 | U.S.    |
| Inglaterra       | Jim Barnes    | 1921 | U.S.    |
| Estados Unidos   | Bobby Jones   | 1927 | Aberto  |
| Estados Unidos   | Gene Sarazen  | 1932 | Aberto  |
| Inglaterra       | Henry Cotton  | 1934 | Aberto  |
| Estados Unidos   | Craig Wood    | 1941 | Masters |
| Estados Unidos   | Ben Hogan     | 1953 | U.S.    |
| Estados Unidos   | Arnold Palmer | 1960 | Masters |
| Estados Unidos   | Bobby Nichols | 1964 | PGA     |
| Inglaterra       | Tony Jacklin  | 1970 | U.S.    |
| Estados Unidos   | Jack Nicklaus | 1971 | PGA     |
| Estados Unidos   | Jack Nicklaus | 1972 | Masters |
| Estados Unidos   | Tom Weiskopf  | 1973 | Aberto  |
| Estados Unidos   | Raymond Floyd | 1976 | Masters |
| Estados Unidos   | Raymond Floyd | 1982 | PGA     |
| Estados Unidos   | Hal Sutton    | 1983 | PGA     |
| Estados Unidos   | Tiger Woods   | 2000 | U.S.    |
| Estados Unidos   | Tiger Woods   | 2002 | U.S.    |
| Estados Unidos   | Tiger Woods   | 2005 | Aberto  |
| Irlanda do Norte | Rory McIlroy  | 2011 | U.S.    |
| Alemanha         | Martin Kaymer | 2014 | U.S.    |
| Irlanda do Norte | Rory McIlroy  | 2014 | Aberto  |
| Estados Unidos   | Jordan Spieth | 2015 | Masters |

| Nacionalidade  | Jogador          | Ano  | Major   |
| -------------- | ---------------- | ---- | ------- |
| Escócia        | Willie Anderson  | 1903 | U.S.    |
| Escócia        | Alex Smith       | 1906 | U.S.    |
| Estados Unidos | Chick Evans      | 1916 | U.S.    |
| Estados Unidos | Tommy Bolt       | 1958 | U.S.    |
| Estados Unidos | Arnold Palmer    | 1964 | Masters |
| Estados Unidos | Raymond Floyd    | 1969 | PGA     |
| Estados Unidos | Jack Nicklaus    | 1972 | U.S.    |
| Estados Unidos | Hubert Green     | 1977 | U.S.    |
| Espanha        | Seve Ballesteros | 1980 | Masters |
| Estados Unidos | Jack Nicklaus    | 1980 | U.S.    |
| Estados Unidos | Payne Stewart    | 1991 | U.S.    |
| Zimbabwe       | Nick Price       | 1994 | PGA     |
|                | Tiger Woods      | 2000 | PGA     |
| África do Sul  | Retief Goosen    | 2001 | U.S.    |
| Estados Unidos | Phil Mickelson   | 2005 | PGA     |
| África do Sul  | Trevor Immelman  | 2008 | Masters |
| Estados Unidos | Jimmy Walker     | 2016 | PGA     |

## Top-10 acabamentos nos quatro majors modernos numa temporada
Era raro, antes do início da década de 1960, que todos os principais jogadores do mundo inteiro tivessem a oportunidade de competir nos quatro majors 'modernos' numa temporada, devido aos diferentes critérios de qualificação usados em cada um no momento, os custos de viajar para competir (numa época quando o prêmio em dinheiro do torneio era muito baixo) e, de vez em quando, até mesmo o calendário conflitante do Aberto Britânico e do Campeonato PGA.
| Três majors venceram no ano que se completou o top-10 #             |
| Dois majors venceram no ano que se completou o top-10 ‡             |
| Um major venceu no ano que se completou o top-10 †                  |
| Nenhum major venceu no ano que se completou o top-10 ^              |
| Nunca venceu um torneio major do circuito regular em sua carreira * |

| Nacionalidade  | Jogador             | Ano  | Vitórias | Resultados do torneio major | Resultados do torneio major | Resultados do torneio major | Resultados do torneio major | Menor colocação |
| Nacionalidade  | Jogador             | Ano  | Vitórias | Masters                     | U.S. Open                   | Aberto Br.                  | Camp. PGA                   | Menor colocação |
| -------------- | ------------------- | ---- | -------- | --------------------------- | --------------------------- | --------------------------- | --------------------------- | --------------- |
| Estados Unidos | Ed Dudley *         | 1937 | 0        | 3.º                         | 5.º                         | 6.º                         | R16                         | R16             |
| Estados Unidos | Arnold Palmer ‡     | 1960 | 2        | 1                           | 1                           | 2.º                         | T7                          | T7              |
| South Africa   | Gary Player ^       | 1963 | 0        | T5                          | T8                          | T7                          | T8                          | T8              |
| Estados Unidos | Arnold Palmer (2) ^ | 1966 | 0        | T4                          | 2.º                         | T8                          | T6                          | T8              |
| Estados Unidos | Doug Sanders *      | 1966 | 0        | T4                          | T8                          | T2                          | T6                          | T8              |
| Estados Unidos | Miller Barber *     | 1969 | 0        | 7.º                         | T6                          | 10.º                        | T5                          | 10.º            |
| Estados Unidos | Jack Nicklaus †     | 1971 | 1        | T2                          | 2.º                         | T5                          | 1                           | T5              |
| Estados Unidos | Jack Nicklaus (2) † | 1973 | 1        | T3                          | T4                          | 4.º                         | 1                           | T4              |
| Estados Unidos | Jack Nicklaus (3) ^ | 1974 | 0        | T4                          | T10                         | 3.º                         | 2.º                         | T10             |
| South Africa   | Gary Player (2) ‡   | 1974 | 2        | 1                           | T8                          | 1                           | 7.º                         | T8              |
| Estados Unidos | Hale Irwin ^        | 1975 | 0        | T4                          | T3                          | T9                          | T5                          | T9              |
| Estados Unidos | Jack Nicklaus (4) ‡ | 1975 | 2        | 1                           | T7                          | T3                          | 1                           | T7              |
| Estados Unidos | Tom Watson †        | 1975 | 1        | T8                          | T9                          | 1                           | 9.º                         | T9              |
| Estados Unidos | Jack Nicklaus (5) ^ | 1977 | 0        | 2.º                         | T10                         | 2.º                         | 3.º                         | T10             |
| Estados Unidos | Tom Watson (2) ‡    | 1977 | 2        | 1                           | T7                          | 1                           | T6                          | T7              |
| Estados Unidos | Tom Watson (3) ‡    | 1982 | 2        | T5                          | 1                           | 1                           | T9                          | T9              |
| Estados Unidos | Ben Crenshaw ^      | 1987 | 0        | T4                          | T4                          | T4                          | T7                          | T7              |
| Estados Unidos | Tiger Woods #       | 2000 | 3        | 5.º                         | 1                           | 1                           | 1                           | 5.º             |
| Espanha        | Sergio García *     | 2002 | 0        | 8.º                         | 4.º                         | T8                          | 10.º                        | 10.º            |
| África do Sul  | Ernie Els ^         | 2004 | 0        | 2.º                         | T9                          | 2.º                         | T4                          | T9              |
| Estados Unidos | Phil Mickelson †    | 2004 | 1        | 1                           | 2.º                         | 3.º                         | T6                          | T6              |
| Fiji           | Vijay Singh ^       | 2005 | 0        | T5                          | T6                          | T5                          | T10                         | T10             |
| Estados Unidos | Tiger Woods (2) ‡   | 2005 | 2        | 1                           | 2.º                         | 1                           | T4                          | T4              |
| Estados Unidos | Rickie Fowler *     | 2014 | 0        | T5                          | T2                          | T2                          | T3                          | T5              |
| Estados Unidos | Jordan Spieth ‡     | 2015 | 2        | 1                           | 1                           | T4                          | 2.º                         | T4              |

Em 13 das 25 ocasiões, a façanha foi alcançada, o jogador em questão não venceu um major naquele ano – na verdade, três dos jogadores (Dudley, Sanders and Barber) não conseguiram vencer um major em suas carreiras (embora Barber passaria a vencer cinco majors seniores) e García e Fowler também precisam vencer um (a partir do final da temporada de 2016).

## Várias vitórias principais em um ano calendário

### Quatro
- 1930:  Bobby Jones; Aberto Britânico de Golfe, U.S. Open, Campeonato Amador dos Estados Unidos, Campeonato de Golfe Amador do Reino Unido

### Três
- 1953:  Ben Hogan; Masters de Golfe, U.S. Open e Aberto Britânico de Golfe
- 2000:  Tiger Woods; U.S. Open, Aberto Britânico de Golfe e Campeonato PGA

### Duas

#### Masters e U.S. Open
- 1941:  Craig Wood
- 1951:  Ben Hogan
- 1960:  Arnold Palmer
- 1972:  Jack Nicklaus
- 2002:  Tiger Woods
- 2015:  Jordan Spieth

#### Masters e Aberto Britânico de Golfe
- 1962:  Arnold Palmer
- 1966:  Jack Nicklaus
- 1974:  Gary Player
- 1977:  Tom Watson
- 1990:  Nick Faldo
- 1998:  Mark O'Meara
- 2005:  Tiger Woods

#### Masters e Campeonato PGA
- 1949:  Sam Snead
- 1956:  Jack Burke Jr
- 1963:  Jack Nicklaus
- 1975:  Jack Nicklaus

#### U.S. Open e Aberto Britânico de Golfe
- 1926:  Bobby Jones
- 1932:  Gene Sarazen
- 1971:  Lee Trevino
- 1982:  Tom Watson

#### U.S. Open e Campeonato PGA
- 1922:  Gene Sarazen
- 1948:  Ben Hogan
- 1980:  Jack Nicklaus

#### Open Championship e Campeonato PGA
- 1924:  Walter Hagen
- 1994:  Nick Price
- 2006:  Tiger Woods
- 2008:  Pádraig Harrington
- 2014:  Rory McIlroy

## Importantes vitórias consecutivas

### Quatro
- 1868–72:  Young Tom Morris '68 Open, '69 Open, '70 Open, '72 Open     (não houve torneio em 1871)
- 1930:     Bobby Jones '30 Amateur, '30 Open, '30 U.S. Open, '30 U.S. Amateur
- 2000–01:  Tiger Woods '00 U.S. Open, '00 Open, '00 PGA, '01 Masters

### Três
- 1877–79:  Jamie Anderson '77 Open, '78 Open, '79 Open
- 1880–82:  Bob Ferguson '80 Open, '81 Open, '82 Open

### Duas
Nota: A ordem pela qual os majors foram disputados era inconsistente entre 1895 e 1953. Desde 1954, os majors têm sido disputados na ordem moderna (Masters, U.S. Open, Aberto Britânico, PGA), exceto 1971, quando o PGA foi disputado antes do Masters.
- 1861–62:  Old Tom Morris '61 Open, '62 Open
- 1894–95:  J.H. Taylor '94 Open, '95 Open
- 1920–21:  Jock Hutchison  '20 PGA, '21 Open   (O Aberto Britânico de Golfe foi o primeiro major disputado em 1921)
- 1921–22:  Walter Hagen '21 PGA, '22 Open   (O Aberto Britânico de Golfe foi o primeiro major disputado em 1922)
- 1922:     Gene Sarazen '22 U.S. Open, '22 PGA
- 1924:     Walter Hagen '24 Open, '24 PGA
- 1926:     Bobby Jones '26 Open, '26 U.S. Open   (O Aberto Britânico de Golfe foi disputado antes do U.S. Open, em 1926)
- 1927–28:  Walter Hagen '27 PGA, '28 Open   (O Aberto Britânico de Golfe foi o primeiro major disputado em 1928)
- 1930–31:  Tommy Armour '30 PGA, '31 Open   (O Aberto Britânico de Golfe foi o primeiro major disputado em 1931)
- 1932:     Gene Sarazen '32 Open, '32 U.S. Open    (O Aberto Britânico de Golfe foi o primeiro major disputado em 1932, seguido pelo U.S. Open)
- 1941:     Craig Wood  '41 Masters, '41 U.S. Open
- 1948:     Ben Hogan '48 PGA, '48 U.S. Open    (O PGA foi disputado entre o Masters e o U.S. Open, em 1948)
- 1949:  Sam Snead '49 Masters, '49 PGA   (Tal como em 1948, o PGA de 1949 foi disputado entre o Masters e o U.S. Open)
- 1951:  Ben Hogan '51 Masters, '51 U.S. Open
- 1953:     Ben Hogan; '53 Masters, '53 U.S. Open   (Na verdade, o Aberto Britânico de 1953, vencido pelo Hogan, foi celebrado apenas três dias após o PGA de 1953)
- 1960:     Arnold Palmer '60 Masters, '60 U.S. Open
- 1971:     Lee Trevino '71 U.S. Open, '71 Open
- 1972:     Jack Nicklaus '72 Masters, '72 U.S. Open (O PGA de 1971, também vencido por Nicklaus, não foi consecutivo pois foi disputado antes do Masters, em 1971)
- 1982:     Tom Watson '82 U.S. Open, '82 Open
- 1994:     Nick Price '94 Open, '94 PGA
- 2002:     Tiger Woods '02 Masters, '02 U.S. Open
- 2005–06:  Phil Mickelson '05 PGA, '06 Masters
- 2006:     Tiger Woods '06 Open, '06 PGA
- 2008:     Pádraig Harrington '08 Open, '08 PGA
- 2014:     Rory McIlroy '14 Open, '14 PGA
- 2015:     Jordan Spieth '15 Masters, '15 U.S. Open